# Alboran Trio
Das Alboran Trio ist ein italienisches Jazz-Piano-Trio, bestehend aus Paolo Paliaga (Piano), Gigi Biolcati (Schlagzeug und Perkussion) und Dino Contenti (Kontrabass). Der Name leitet sich von der unbewohnten Mittelmeerinsel Alborán ab, die zwischen der andalusischen Küste und Nordafrika liegt. Er soll zum einen eine mystische Atmosphäre der Musik unterstreichen und zum anderen auf den Einfluss verschiedener Kulturen des Mittelmeers hinweisen.

## Geschichte
Das Trio formierte sich 2005. Nach einer Tournee durch verschiedene italienische Städte folgte im Jahre 2006 mit Meltemi die Veröffentlichung des Debütalbums, welches von der Presse positiv aufgenommen wurde. Es schlossen sich verschiedene Konzerte im europäischen Ausland sowie 2008 die Veröffentlichung ihres zweiten Studioalbums Near Gale an. Beide Alben wurden vom deutschen Jazzlabel ACT Music veröffentlicht.

## Stil
Bemerkenswert am Stil des Trios ist die Gleichberechtigung der Instrumente, womit die Formation im Zeichen der Musik Bill Evans’ oder des Esbjörn Svensson Trios steht. Des Weiteren sind Einflüsse der Weltmusik in Form spanischer und arabischer Rhythmen bzw. melodischer Elemente zu erkennen.

## Diskografie
- 2006: Meltemi (ACT Music)
- 2008: Near Gale (ACT Music)
- 2020: Islands (Pirames International/Siae)